# Gunder Gundersen
Gunder Gundersen (Asker, 12 de setembro de 1930 — Oslo, 2 de julho de 2005), foi um atleta norueguês do combinado nórdico.
Durante sua carreira, conquistou uma medalha de bronze no Campeonato Mundial de Esqui Nórdico de 1954, realizado em Lahti, Finlândia. Após se aposentar, continuou envolvimento com o esporte e desenvolveu na década de 1980 um novo método de competição, que foi batizado como Método Gundersen. Este método é utilizado atualmente na maioria das competições de combinado nórdico.

## Ligações Externas
- Perfil na Federação Internacional (em inglês)